# Douglas F5D Skylancer
Douglas F5D Skylancer byl prototyp palubního stíhacího letounu vyvinutého výrobcem Douglas pro námořnictvo Spojených států amerických. Vznikl dalším vývojem založeném na stíhacím letounu Douglas F4D Skyray. Poprvé vzlétl roku 1956. Vyrobeny byly pouze čtyři exempláře. Po zrušení programu letoun využívala americká vesmírná agentura NASA. Dva se dochovaly jako muzejní exponáty.

## Historie

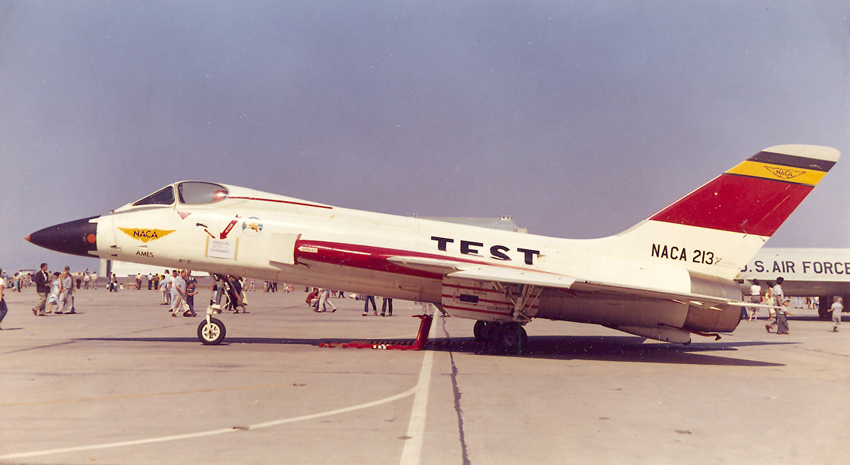
XF5D-1 Skylancer provozovaný agenturou NASA

Práce na typu F5D společnost Douglas zahájila s cílem vyvinout vylepšenou verzi palubního stíhacího letounu F4D Skyray (zařazen 1956), schopnou provozu za každého počasí. K tomu odkazovalo i původní označení letounu F4D-2N. Protože byla v konstrukci provedena řada změn, včetně využití motoru jiného typu, letoun byl přejmenován na F5D-1. První let prototypu XF5D-1 Skylancer (sériové číslo 139208) se uskutečnil 21. dubna 1956. Už během prvního letu dosáhl nadzvukové rychlosti a předvedl slibné vlastnosti a výkony. Přesto námořnictvo projekt zrušilo po vyrobení čtyř exemplářů. Dalo totiž přednost typu Vought F-8 Crusader.
Dalším uživatelem F5D se následně stala americká vesmírná agentura NASA. Roku 1961 dva letouny F5D-1 převzalo Letecké výzkumné středisko NASA. Letoun F5D-1 (sériové číslo 139208) byl označen NASA 212 (později NASA 708) a letoun F5D-1 (sériové číslo 142350) byl označen NASA 213 (později NASA 802). Mezi výzkumné piloty F5D v té době patřil i Neil Armstrong.
F5D se podílely na programu raketoplánu Boeing X-20 Dyna-Soar, zejména při vývoji nouzových postupů při přerušení startu. Po zrušení programu Dyna-Soar v prosinci 1963 byl letoun F5D-1 (NASA 708) přesunut do Amesova výzkumného střediska v Mountain View v Kalifornii. Mimo jiné byl využíván ke zkouškám souvisejícím s nadzvukovými dopravními letadly. Druhý letoun F5D-1 (NASA 802) zůstal v Leteckém výzkumném středisku NASA a podílel se na různých testech, například byl letovým simulátorem pro vztlakové těleso Northrop M2-F2 a doprovodný letoun. V květnu 1970 byl letoun NASA 802 předán do Armstrong Air & Space Museum.

## Popis
Jednomotorový jednomístný bezocasý letoun. Poháněl jej proudový motor Pratt & Whitney J57-P12 s přídavným spalováním. Výzbroj představovaly čtyři 20mm kanóny, 72 kusů 51mm neřízených raket a dále čtyři řízené střely AIM-9 Sidewinder, nebo dvě větší řízené střely AIM-7 Sparrow.

## Dochované letouny

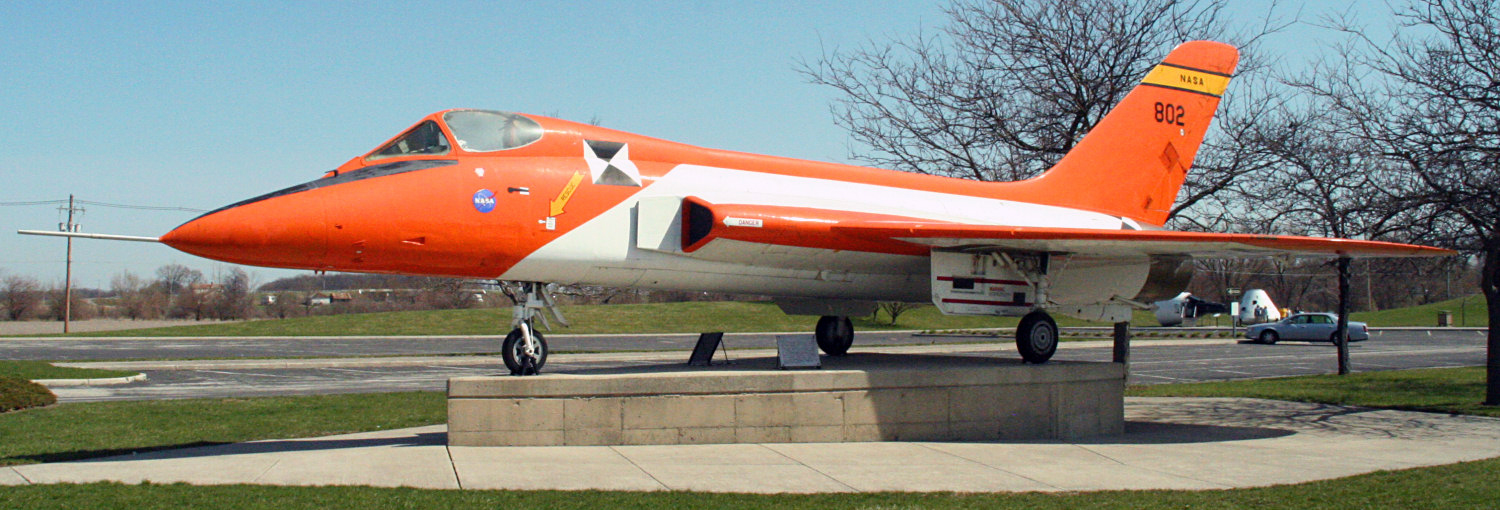
F5D-1 Skylancer vystavený v Armstrong Air & Space Museum

Dochovaly se dva exempláře letounů F5D Skylancer:
- F5D (sériové číslo 139208) – Provozován NASA, vystaven v Evergreen Aviation & Space Museum, McMinnville, Oregon.[3]
- F5D (sériové číslo 142350) – Provozován NASA, vystaven v Armstrong Air & Space Museum, Wapakoneta, Ohio. Letoun využívaný v NASA Neilem Armstrongem.[3]

## Specifikace (F5D-1)

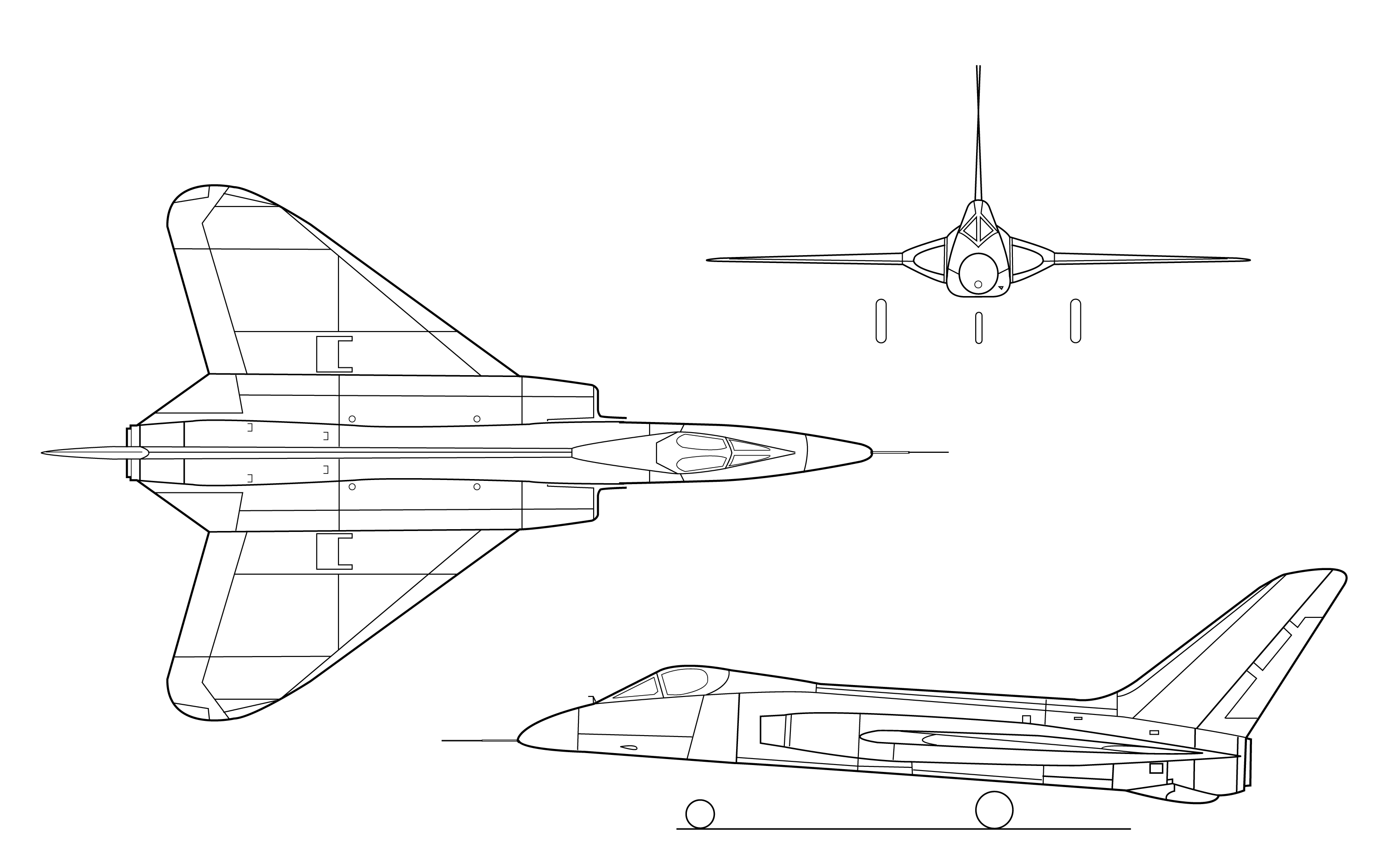
Nákres letounu

### Technické údaje
Citováno dle
- Osádka: 1
- Rozpětí: 10,21 m
- Délka: 16,4 m
- Výška: 4,52 m
- Nosná plocha: 51,75 m2
- Hmotnost prázdného stroje: 7912 kg
- Vzletová hmotnost: 11 088 kg
- Maximální vzletová hmotnost: 12 733 kg
- Pohonné jednotky: 1× proudový motor Pratt & Whitney J57-P12

### Výkony
- Maximální rychlost: 1,48 M
- Dolet: 2146 km
- Počáteční stoupavost: 6346 m/min
- Dostup: 17 525 m

### Výzbroj
- 4× 20mm kanón
- 72× 51mm neřízená raketa
- 4× AIM-9 Sidewinder, nebo 2× AIM-7 Sparrow